# Barbara Matić
Barbara Matić (ur. 3 grudnia 1994 w Splicie) – chorwacka judoczka, mistrzyni olimpijska (2024), pięciokrotna medalistka mistrzostw Europy, dwukrotna mistrzyni Chorwacji (2013, 2018). Mistrzyni świata w 2021, 2022, trzecia w 2023, piąta w 2014; uczestniczka zawodów w 2015, 2017 i 2019. Startowała w Pucharze Świata w 2012, 2013 i 2019 roku.
W 2024 została mistrzynią olimpijską po pokonaniu w finale Niemki Miriam Butkereit.

## Igrzyska olimpijskie
| Runda    | Przeciwniczka | Wynik     | Osiągnięcie |
| -------- | ------------- | --------- | ----------- |
| 1. runda | María Pérez   | P 000–011 | 1. runda    |